# 858

## Догађаји

### Јануар
- 13. јануар — Краљ Етелвулф од Весекса умире након 18 година владавине и наслеђује га најстарији син Етелбалд. Он се жени очевом младом удовицом Јудитом и постаје једини владар Весекса. Његов брат Етелберт постаје владар Кента и југоистока Енглеске.

### Април
- 17. април – Папа Бенедикт III умире после трогодишње владавине, у којој је интервенисао у политички сукоб између синова цара Лотара I. Наследио га је папа Никола I, као 105. папа Рима.

### Октобар
- 23. октобар – Игњатије I, патријарх цариградски, затворен је по наредби цара Михаила III, а замењен је патријархом Фотијем I.

### Непознат датум
- Википедија:Непознат датум — Источнофраначки краљ Лудвиг II Немачки, кога су позвали незадовољни франачки племићи, напада Западнофранкско краљевство и обезбеђује Аквитанију за свог нећака Пепина II („Млађег”). Западнофраначки краљ Карло Ћелави бежи у Бургоњу.
- Википедија:Непознат датум — Викинзи, предвођени Бјорном Гвозденим, пале најстарије цркве на месту данашње Катедрале у Шартру. Карло Ћелави им исплаћује данак.
- Википедија:Непознат датум — Пад Краљевине Сасекс
- Сабор у Куиерзију: Бискупи остају лојални Карлу Ћелавом током инвазије на његове доминионе од стране Луја Немачког. Они се обраћају помирљивом писму Лују Немачком.

## Смрти
- 13. јануар — Етелвулф, краљ Весекса
- 17. април — Бенедикт III, римски папа